# Angelina Martínez de Lafuente
Angelina Martínez de Lafuente (15 de junio de 1832, Cartagena (Murcia) - 15 de febrero de 1903, Cabo Rojo (Puerto Rico)), nacida María de los Ángeles Martínez Sifuentes, fue una autora de teatro y poeta española.

## Biografía
Vivió en Palma tras su matrimonio en Cartagena  con el piloto mallorquín Pedro Lafuente Llinàs el 1 de diciembre de 1852. Fijó su residencia en Cabo Rojo (Puerto Rico) en 1876, cuando su marido fue nombrado Ayudante de Marina del puerto. Quedó viuda en 1894. Murió en Cabo Rojo en 1903.

## Trayectoria literaria
En sus composiciones Angelina nos revela la melancolía que la acompañaba, por el hecho de perder muy pronto a sus padres. 
Angelina siempre elogió y se refugió en el cobijo de la amistad. Dedicó sentidos poemas a sus amigas, entre ellas las poetas Manuela de los Herreros y Margalida Caimari, con quien asistía a las veladas literarias de Pons y Gallarza y con quien recitó sus composiciones en el Ateneo Balear en 1869. Hasta que abandonó la isla siguió una exitosa trayectoria como autora teatral y poeta. En 1865 estrenó con éxito de público y crítica uno de sus dramas, Misterios del corazón, en el Teatro Romea de Barcelona. En 1870, con Manuela de los Herreros, leyó poesías en beneficio de los afectados por la peste amarilla. En 1868 estrenó en el Teatro Principal su drama La corona del martirio, cuya acción transcurre en Cádiz en 1810. En 1869 recitó un poema en una sesión organizada en el Teatro Principal de Palma para recoger dinero para la redención de quintos y, en el año 1873, en el Círculo Mallorquín volvió a recitar poemas, junto con las poetisas Caimari y de los Herreros, en beneficio de los heridos de la guerra carlista.
Por medio de su comedia El cura de Son Rapiña, estrenada en el Teatro Principal de Palma en 1868, hemos podido conocer su ideología progresista. En ella criticaba el oscurantismo de aquellos que querían reimplantar la Inquisición y mantener las mujeres recluidas en la domesticidad. Su poesía es plenamente romántica, y se adentra a menudo en reflexiones filosóficas y denuncias sociales. Escribió siempre en castellano.
Los poemas de Angelina se pueden agrupar en seis temáticas: la orfandad, la amistad entre mujeres, la muerte, los históricos, los sociales y, finalmente, los filosóficos. En alguno de sus poemas se transluce la contradicción entre el ansia de ser reconocida, prohibida a las mujeres, y la aceptación del rol de humildad impuesta. Ella resolvía esta paradoja con la religión, que la llevaba a la conclusión del carácter fugaz del mundo. Angelina, como las demás poetas románticas, a diferencia de los poetas, debía suavizar el deseo de muerte con la fe religiosa, como era preceptivo para la identidad femenina. El hecho de que Angelina lograra que sus obras se interpretasen en Mallorca y también en Barcelona se podría entender como una mayor ambición profesional.
Mantuvo correspondencia con sus amigos José Luis Pons Gallarza y a su esposa María, en ocasiones llena de nostalgia. Les contaba que empezaba a publicar poemas en la prensa en Puerto Rico. De hecho, alrededor de 1880 comenzó a colaborara en Las Hijas de Eva, semanario puertorriqueño. El 16 de marzo de 1890 se estrenó un breve diálogo suyo, titulado Una lágrima. En la  segunda mitad de los años 90 entró en contacto con el Club Unitario de Cabo Rojo, asociación literaria creada, entre otros, por Josefina Campis Carlo y Juan Ezequiel Comas Pagán, donde se representaron algunas de sus obras.

## Obra

### Poesía
- Improvisación. En el cementerio de Palma, 1866.
- Amor de madre, 1869.
- Oda. Escollos de la vida, 1869.
- Ecos del alma. A mis queridas amigas Margarita Caimari y Manuela de los Herreros,1871.
- A Carmen Lladó, 1872.
- A Elvira, 1872.
- A mi madre, 1872.
- La tumba de mi madre,1872.
- La siempreviva. A Manuela de los Herreros de Bonet, 1872.
- Oda a Cristóbal Colon, 1873.
- Lo que dice una madre, 1874.
- A mi simpática amiga Doña María Pons, 1874.
- El lirio de Valldemosa, 1874.
- Sueños de oro, 1874.
- El expósito, 1875.
- La tempestad, 1876.
- La estrella de la tarde,1878.

### Teatro
- Misterios del corazón (estrenada el 1865 en el Teatro Romea de Barcelona).
- La corona del martirio (representada el 1867 en el Teatro Principal de Palma).
- El cura de Son Rapiña (1868). Palma: Imp. J. Gelabert (estrenada el 1868 en el Teatro Principal de Palma).